# Raión de Medvezhegorsk
El raión de Medvezhegorsk (ruso: Медвежьего́рский райо́н, (del carelio: Karhumäen piiri) es un distrito administrativo y municipal raión de la república rusa de Carelia. Se ubica en el sureste de la república, limitando al este con la óblast de Arcángel.
El territorio del raión incluye la costa septentrional del lago Onega y la costa meridional del lago Segozero.

## Subdivisiones
Comprende la ciudad de Medvezhegorsk, los asentamientos de tipo urbano de Píndushi y Povenets y los asentamientos rurales de Velíkaya Gubá, Pádany, Tólvuya, Chiobino, Chiolmuzhi y Shungá. Estas 9 entidades locales suman un total de 147 localidades.